# Panitumumab
Panitumumab (Handelsname Vectibix; Hersteller Amgen) ist ein humaner monoklonaler Antikörper aus der Gruppe der Immunglobuline IgG2κ. Er bindet an den Rezeptor des Proliferationsfaktors EGF (Epidermal Growth Factor), ein Protein, das eine wichtige Rolle in der Signaltransduktion von Zellen spielt. Durch Bindung von Panitumumab an den EGF-Rezeptor wird die nachfolgende Signalkaskade blockiert und die Proliferation der Zelle gehemmt.
Im Vergleich zu chimären Antikörpern (z. B. das ebenfalls gegen den EGFR gerichtete Cetuximab) und humanisierten Antikörpern enthält Panitumumab keine Fremdproteinanteile, die vom Immunsystem des Körpers als Fremdeiweiß erkannt werden könnten.

## Indikation und Entwicklung
Panitumumab ist als Monotherapie zugelassen zur Behandlung des metastasierten, EGFR-exprimierenden kolorektalen Karzinoms mit nicht-mutiertem (Wildtyp) KRAS-Gen bei Patienten, bei denen Fluorpyrimidin-, Oxaliplatin- und Irinotecan-haltige Chemotherapieregime versagt haben.
Das Ziel der Entwicklung eines vollständigen humanen monoklonalen Antikörpers war, eine wirksame und zielgerichtete Therapie bei vermindertem Risiko für Immunreaktionen zu erreichen.
Entwickelt wurde Panitumumab von der Biotechnologie-Firma Abgenix mittels der sogenannten Xeno-Mouse-Technologie im Jahre 2002. Die Patentrechte obliegen seit der Übernahme von Abgenix im Jahr 2006 der Biotechnologie-Firma Amgen.
Die Besonderheit dieses Antikörpers ist, dass er keine xenogenen (das heißt speziesfremden) Anteile besitzt – also komplett human ist – und daher eine geringe Immunogenität aufweist.
Erstmals wurde in der Panitumumab-Zulassungsstudie der Einfluss des KRAS-Gens (mutiert gegen nicht-mutiert) auf den Therapieerfolg von EGFR-Antikörpern nachgewiesen.
Die Daten machten deutlich, dass ausschließlich Patienten (ca. 60 %) von einer Therapie mit Panitumumab profitierten, deren Tumoren ein nicht-mutiertes KRAS-Gen (Wildtyp) aufwiesen. Das KRAS-Protein befindet sich in der EGFR-Signalkaskade downstream (nachgeschaltet) des EGF-Rezeptors. Ist dieses Gen mutiert, hat das ein funktionell verändertes Protein zur Folge (konstitutiv aktiv), das heißt die Signalübertragung ist dauerhaft aktiv, auch wenn sie oberhalb am Rezeptor blockiert wurde. Tumoren mit mutiertem KRAS-Gen sprechen daher nicht auf eine Anti-EGFR-Therapie wie mit Panitumumab an. Mittlerweile ist KRAS beim metastasierten kolorektalen Karzinom als Onkogen mit prädiktiver Bedeutung etabliert.

## Zulassung
In den USA wurde Panitumumab im September 2006 zugelassen. In der Europäischen Union wurde es im Dezember 2007 als Monotherapie zugelassen zur Behandlung des metastasierten, EGFR-exprimierenden kolorektalen Karzinoms mit nicht-mutiertem (Wildtyp-) KRAS-Gen bei Patienten, bei denen Fluorpyrimidin-, Oxaliplatin- und Irinotecanhaltige Chemotherapieregime versagt haben.
Im September 2009 machten Ergebnisse zweier großer Phase-III-Studien (die erstmals prospektive KRAS-Daten beinhalteten) die Wirksamkeit von Vectibix® auch in der Kombination mit Chemotherapie (1st und 2nd Line Therapie) deutlich. Bei der EMA wurde deshalb im April 2010 der Antrag zur Indikationserweiterung für die Kombination mit Chemotherapie gestellt.

## Nebenwirkungen und Anwendungsbeschränkungen
Als häufigste unerwünschte Wirkungen wurden berichtet Hautreaktionen, gastrointestinale Störungen wie Durchfall, Übelkeit, Erbrechen und Verstopfung, ferner Bauchschmerzen, Müdigkeit und Stoffwechsel- und Ernährungsstörungen. Schwere Nebenwirkungen wie Hornhautentzündungen des Auges (Keratitiden) traten in seltenen Fällen auf, häufiger jedoch schwere entzündliche Erkrankungen der Haut oder des Bindegewebes (Fasciitis). Bei einem kolorektalen Karzinom mit mutiertem KRAS-Gen ist Panitumumab nicht wirksam und hat in Kombination mit bestimmten weiteren Chemotherapeutika (FOLFOX) sogar eine nachteilige Wirkung, weswegen die Bestimmung des KRAS-Status bedeutsam ist.